# التلميحات
"التلميحات" هي مجموعة من المقالات صدرت عام 2020 للكاتبة زادي سميث. بدأت سميث في كتابة الكتاب في الوقت الذي بدا فيه وباء كوفيد-19 في الولايات المتحدة الامريكية، و اكملته بعد وقت قصير من مقتل جورج فلويد. 
تتناول المقالات مواضيع تشمل الكتابة الإبداعية ، و الوباء ، و مقتل جورج فلويد.

## استقبال
حظيت التلميحات بتعليقات إيجابية بشكل عام . وفقًا لموقع Book Marks ، تلقى الكتاب مراجعات "إيجابية" استنادًا إلى أربعة وعشرين مراجعة نقدية، أربعة عشر منها كانت "رائعة" وسبعة كانت "إيجابية" وثلاثة كانت "مختلطة".  في موقع Books in the Media ، وهو موقع يجمع مراجعات النقاد للكتب، حصل الكتاب على</img></img></img></img></img></link> (3.69 من 5) من الموقع الذي استند إلى ستة مراجعات نقدية.  في إصدار سبتمبر/أكتوبر 2020 من Bookmarks ، وهي مجلة تجمع مراجعات النقاد للكتب، حصل الكتاب على</img></img></img></img></img> (4.0 من 5) استنادًا إلى مراجعات النقاد مع ملخص نقدي يقول، "على الرغم من عدم توازن المقالات، فقد استخدم سميث مرآة وعكسنا إلى أنفسنا خلال اللحظات الأولى من هذه الأزمة"، كما خلصت NPR . "الأمر متروك لنا للتغيير إذا لم يعجبنا ما نراه".  
أشارت كونستانس جرادي، الكاتبة في مجلة فوكس الى مقالات سميث حول الاحداث الجارية باعتبارها سهلة في بعض الأحيان ، و ان المجموعة كانت افضل بكثير عندما تناولت طبيعة و فائدة الكتابة 